# Старосельцеве (Курська область)
Старосельцеве (рос. Старосельцево) — село в Золотухинському районі Курської області Російської Федерації.
Населення становить 9 осіб. Входить до складу муніципального утворення Дмитрієвська сільрада.

## Історія
Населений пункт розташований на території українського етнічного та культурного краю Східна Слобожанщина.
Від 2004 року входить до складу муніципального утворення Дмитрієвська сільрада.

## Населення
| 2002 | 2010 |
| ---- | ---- |
| 21   | ↘9   |